# Huy hiệu Hoa Sen
Huy hiệu Hoa Sen là biểu tượng chính thức của tổ chức "Gia đình Phật Tử Việt Nam", được công nhận vào ngày 6 tháng 1 năm 1949 tại chùa Từ Đàm, Huế. Ngày nay, huy hiệu Hoa Sen được coi là biểu tượng cho tinh thần nhập thế của Phật giáo, được in ở trang đầu ở các văn kiện của Giáo hội.
Lê Lừng được xem là người đưa ra ý tưởng về huy hiệu này, với bông sen trắng 8 cánh trong vòng tròn trên nền xanh lá mạ làm huy hiệu cho các gia đình Phật tử.

## Mô tả và ý nghĩa

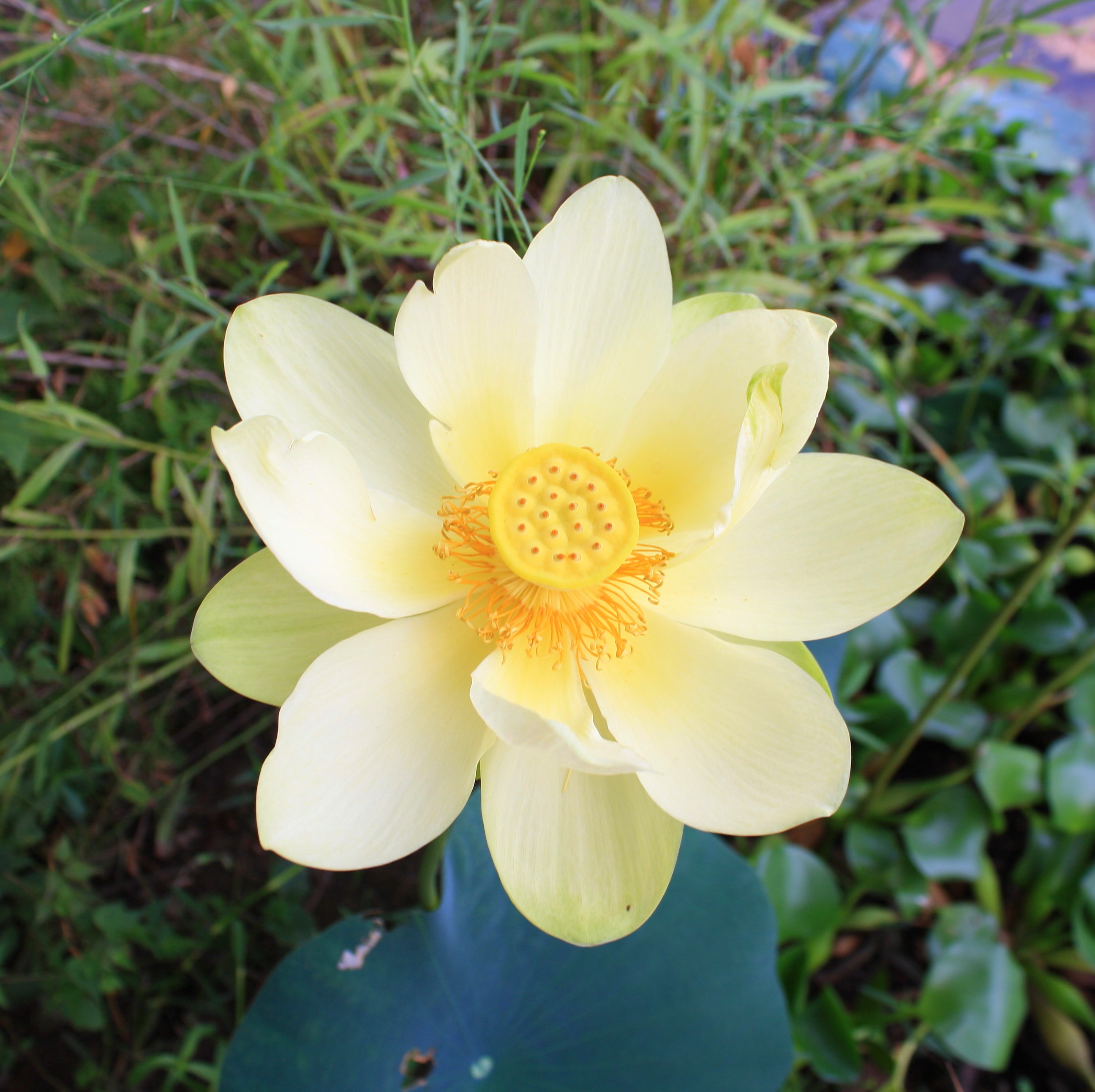
Sen trắng

Hoa sen là biểu tượng của sự trong sạch của tất cả chúng sinh. Mặc dù hoa sinh sống trong bùn nhưng không bị ô nhiễm bởi bùn.

### Vòng tròn
Vòng tròn trắng tượng trưng cho hào quang của chư Phật bao dung với tất cả chúng sinh.

### Màu nền
Nền xanh lá mạ là biểu tượng hi vọng của tuổi trẻ có thể đạt thành ưu tu đạo u trong môi trường được chư Phật tỏa chiếu hòa quang.

### Hoa sen tám cánh
- Ba cánh dưới tượng trưng cho Phật (giữa), Pháp (trái), Tăng (phải), là điểm nương tựa cho tất cả chúng sinh.
- Năm cánh trên tượng trưng cho năm hạnh của người Phật tử. Cánh chính giữa to cao, tượng trưng cho hạnh tinh tấn – Đức Phật tiêu biểu cho hạnh này là Đức Bổn Sư Thích Ca. Cánh kế bên phải (từ ngoài nhìn vào) tượng trưng cho hạnh thanh tịnh – tiêu biểu là Đức Phật A-di-đà. Cánh kế bên trái tượng trưng cho hạnh hỷ xả – tiêu biểu là Đức Phật Di-lặc. Cánh cạnh hạnh hỷ xả (trái ngoài) tượng trưng cho hạnh trí tuệ – tiêu tiêu biểu là Đức Văn Thù Sư Lợi Bồ Tát. Cánh cạnh hạnh thanh tịnh là từ bi (phải ngoài) – tiêu biểu là Đức Quán Thế Âm Bồ Tát.

## Ý nghĩa hoa sen
Hoa sen còn là một biểu tượng cao quý cho cả hai mặt nhập thế và xuất thế.

### Hoa sen trong câu ca dao
Hoa sen đã đi vào ca dao, vào sách giáo khoa, như:
| “ | Trong đầm gì đẹp bằng sen. Gần bùn mà chẳng hôi tanh mùi bùn. | ” |

### Ý nghĩa khác
Chính khi mới chứng thành đạo quả, Đức Bổn Sư cũng đã quán chiếu một hồ sen để thấy được căn tánh của chúng sanh mà quyết định việc nói Pháp và cũng có thời Pháp là "Diệu Pháp Liên Hoa". Và cũng chính trong một pháp hội, Đức Từ Phụ cầm hoa sen vàng đưa lên, chỉ một mình ngài Ca-diếp mỉm cười (Niêm hoa vi tiếu) để lãnh hội chánh pháp nhãn Tạng, làm vị Tổ đầu tiên sau khi Đức Phật nhập Niết-bàn.
- Tinh tấn là yếu tố căn bản để thành tựu mọi việc.
- Thanh tịnh và hỷ xả là hai đức tính đặc thù của đấng Giác ngộ.
- Từ bi và trí tuệ là đức tính căn bản thành tựu nhân cách để tiến đến thành quả.
- Giữ giới là yếu tố căn bản để thực hiện hạnh, không rời giới mà hành động thì hạnh sinh. Hành thâm giới hạnh thì đức phát khởi.